# Tachina spina
Tachina spina là một loài ruồi trong họ Tachinidae.